# Geolycosa wrighti
Geolycosa wrighti este o specie de păianjeni din genul Geolycosa, familia Lycosidae. A fost descrisă pentru prima dată de James Henry Emerton în anul 1912. Conform Catalogue of Life specia Geolycosa wrighti nu are subspecii cunoscute.